# Jörg Widmann
Jörg Widmann (Múnich el 19 de junio de 1973) es un compositor, director y clarinetista alemán. En 2018, Widmann fue el tercer compositor contemporáneo más interpretado.
Anteriormente, profesor de clarinete y composición en la Hochschule für Musik Freiburg, es profesor de composición en la Barenboim–Said Akademie.

## Biografía
Widmann empezó a tomar lecciones de clarinete en 1980. Cuatro años más tarde, estudió composición con Kay Westermann. y luego con Hans Werner Henze, Wilfried Hiller, Heiner Goebbels y Wolfgang Rihm.
Estudió clarinete en la Hochschule für Musik und Theater München con Gerd Starke (1986-1997, Meisterklassendiplom 1997) y en la Juilliard School de Nueva York con Charles Neidich (1994-1995, Advanced Certificate 1995). Después de graduarse con un Máster en la Hochschule für Musik Munich en 1997, amplió sus estudios en la Hochschule für Musik Karlsruhe (1997-1999). De 2001 a 2015 fue profesor de clarinete en la Hochschule für Musik Freiburg. De 2009 a 2016, Widmann fue profesor de composición a tiempo parcial, sucediendo a Mathias Spahlinger, en el Instituto de Música Nueva de la Universidad de Música de Friburgo. En 2017, Widmann se convirtió en director principal y artístico (2011-2017: director invitado principal) de la Irish Chamber Orchestra. Desde 2017, Widmann ocupa la cátedra Edward-Said como profesor de composición en la Barenboim-Said Akademie de Berlín.
En 2018 fue galardonado con la Orden Bávara de Maximiliano para las ciencias y las artes.

## Composiciones
Sus composiciones más importantes son las dos óperas Babylon y Das Gesicht im Spiegel, un oratorio Arche, sus cuartetos de cuerda y la obertura de concierto Con brio. Widmann ha compuesto su obra con guiños musicales a compositores clásicos y románticos. 